# Sferic
Gli sferics, abbreviazione di atmospherics, noti anche come statics, sono segnali naturali costituiti da onde elettromagnetiche di frequenza molto bassa, ossia onde radio nella banda VLF, generati dai fulmini che, continuamente, si scaricano sulla Terra.
Il valore delle frequenze di questi segnali è di alcuni kHz e, pur trattandosi di onde elettromagnetiche, si verificano a frequenze audio e possono essere convertiti in audio utilizzando un apposito ricevitore. Dato il grande numero di fulmini in ogni secondo, il suono percepito assomiglia ad un continuo crepitio dato dalla successione di molte scariche ravvicinate.

## Ascoltare degli sferics
È possibile ascoltare degli sferics:
- da YouTube
- da spaceweather.com